# Bellengreville
Bellengreville é uma comuna francesa na região administrativa da Normandia, no departamento de Sena Marítimo. Estende-se por uma área de 7,62 km². Em 2010 a comuna tinha 482 habitantes (densidade: 63,3 hab./km²).